# Erika Steinbach
Erika Steinbach (Rumia, Polonia; 25 de julio de 1943) es una política conservadora alemana, que representó a la Unión Demócrata Cristiana de Alemania (CDU) y del estado de Hesse, como miembro del Parlamento de Alemania desde 1990 hasta 2017.
Es una de los dos candidatos elegidos directamente desde Fráncfort, y también es presidenta de la Bund der Vertriebenen (Federación de los Expulsados), una organización sin ánimo de lucro que representa los intereses de los alemanes expulsados de los territorios cedidos a la Unión Soviética, Polonia y Checoslovaquia después de la Segunda Guerra Mundial. Como tal, Steinbach viene defendiendo desde hace varios años la creación de un Centro contra las Expulsiones en Berlín. Esta propuesta ha sido rechazada por la mayoría de los políticos alemanes por considerarla parte de un programa revisionista contra Polonia y la República Checa. Sin embargo, en los últimos tiempos, Steinbach ha tratado de disipar estas sospechas y modificar su propuesta de forma que quedara aceptable también para los vecinos europeos de Alemania.
Steinbach estudió música y era miembro de una orquesta, antes de dedicarse por completo a la política.
En enero de 2017 dejó la CDU, conservando su escaño en el Bundestag como independiente.
Desde 2018 preside la Fundación Desiderius Erasmus, cercana al partido Alternativa para Alemania (AfD). En 2022 se convirtió oficialmente en militante de este partido.